# Francisco Javier Toledo
Francisco Javier Toledo   (San Pedro Sula, 30 de setembre de 1959 - San Pedro Sula, 3 d'agost de 2006) fou un futbolista hondureny de la dècada de 1980.
Fou internacional amb la selecció de futbol d'Hondures amb la qual participà a la copa del Món de futbol de 1982.
A nivell de club destacà com a jugador de Marathón, Tela Timsa i Olimpia.